# Bisdom Florida

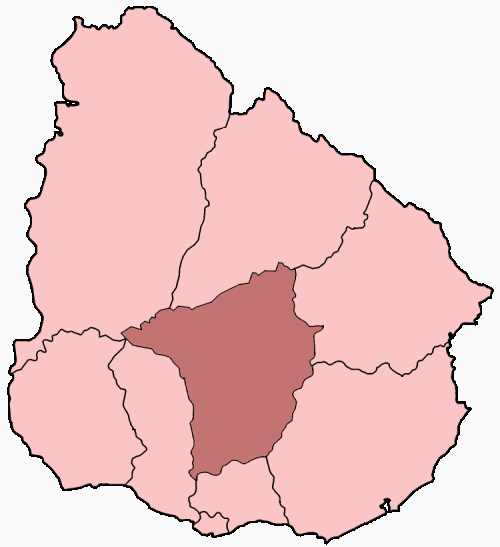
Het bisdom Florida binnen Uruguay

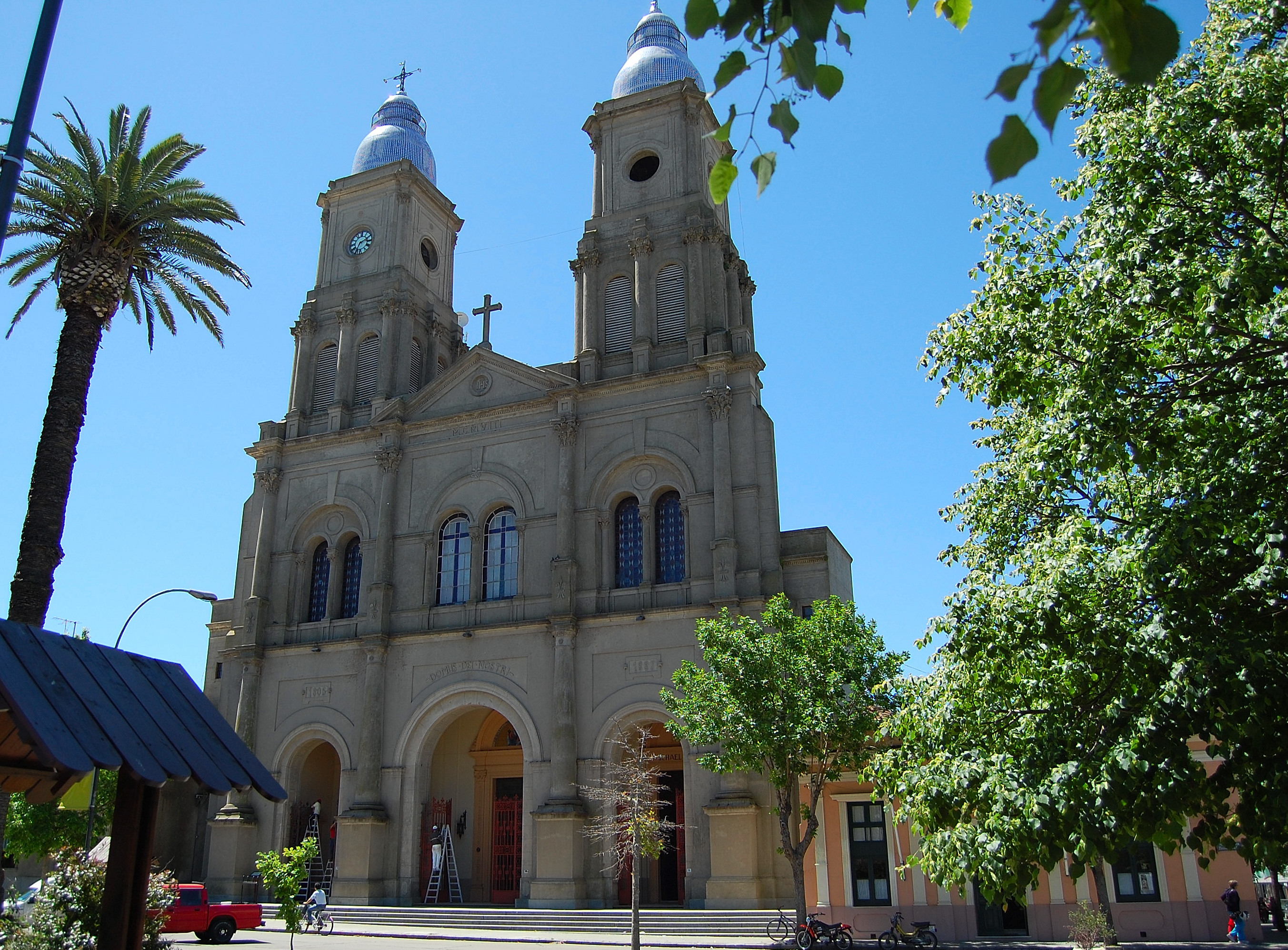
De kathedraal van Florida

Het bisdom Florida (Latijn: Dioecesis Floridensis) is een rooms-katholiek bisdom met als zetel Florida in Uruguay. Het bisdom is suffragaan aan het aartsbisdom Montevideo. 
Het bisdom Melo werd opgericht in 1897. In 1931 werd Florida co-zetel van het bisdom en werd het hernoemd naar het bisdom Melo-Florida. In 1955 werd het bisdom gesplitst en werden Melo en Florida aparte bisdommen.
In 2019 telde het bisdom 19 parochies. Het bisdom heeft een oppervlakte van 22.060 km2 en telde in 2019 128.000 inwoners waarvan 94,8% rooms-katholiek was. 

## Bisschoppen
- Miguel Paternain, C.SS.R. (1931-1960)
- Umberto Tonna Zanotta (1960-1987)
- Raúl Horacio Scarrone Carrero (1987-2008)
- Martín Pablo Pérez Scremini (2008-)

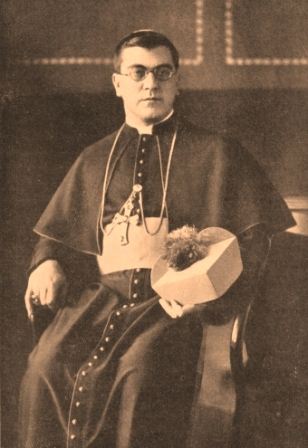
Miguel Paternain